# Milliondollarrhyme
Milliondollarrhyme, född 2 maj 2014 i Lidköping i Västra Götalands län, är en svensk varmblodig travhäst. Han ägs, tränas och körs av Fredrik B. Larsson.
Milliondollarrhyme började tävla i juli 2017. Han har till juli 2021 sprungit in 5 miljoner kronor på 54 starter varav 13 segrar, 6 andraplatser och 7 tredjeplatser. Han har tagit karriärens hittills största seger i Svenskt Mästerskap (2019). Bland övriga större segrar räknas Bronsdivisionens final (nov 2018), Silverdivisionens final (sept 2019), Prix Du Languedoc (2020) och The Onions Lopp (2021). Han har även kommit på andraplats i Jubileumspokalen (2019) och Svenskt mästerskap (2020).

## Karriär

### Tidig karriär
Milliondollarrhyme debuterade den 3 juli 2017 i ett lopp på Bollnästravet. Han kom åtta efter att ha galopperat. Första segern kom i den tredje starten, den 17 november 2017 på Romme travbana. Han tog sin första seger inom V75 på Bollnästravet den 28 januari 2018. Under 2018 klättrade han uppåt i klasserna. Den 24 november 2018 segrade han i Bronsdivisionens final på Solvalla, vilket var hans dittills största seger i karriären.

### Genombrottet 2019
Under 2019 började Milliondollarrhyme, som nybliven femåring, tävla mot den äldre eliten. Han stod för en imponerande insats i Meadow Roads Lopp den 14 maj 2019, där han kom tvåa. Han travade nytt personligt rekord med 1.09,2 över distansen 1640 meter och var en halv längd från att slå Nadal Broline. Efter detta blev han den 17 maj 2019 inbjuden till att starta i årets upplaga av Elitloppet. Elitloppet gick av stapeln den 26 maj. Han kom fyra i det första försöket som vanns av Aubrion du Gers, och kvalificerade sig för final där han kom på femteplats.
Den 14 augusti 2019 kom han tvåa i Jubileumspokalen, slagen med ett huvuds marginal av Who's Who. Den 12 oktober 2019 tog han sin karriärs hittills största seger i Svenskt Mästerskap. Segern var värd 500 000 kronor.
För sitt framgångsrika 2019 blev han en av fyra nominerade hästar till titeln "Årets Äldre" vid Hästgalan. Han förlorade utmärkelsen som istället vanns av Readly Express.
Den 12 maj 2021 blev Milliondollarrhyme den nionde hästen att bjudas in 2021 års upplaga av Elitloppet på Solvalla, då han bjöds in av Anders Malmrot i Solvallas live-TV.